# المجموعة الفردانية I2
المجموعة الفردانية I2، أو I-M438، والمعروفة أيضًا باسم السُّلالة I2، هي مجموعة فردانيَّة بشريَّة ذكوريَّة، وهي فئة فرعية من السُّلالة I. نشأت المجموعة الفردانية I2 في وقت ما حوالي 26-31 ألف سنة قبل الميلاد. نشأت السُّلالة في أوروبا وتطورت إلى عدة مجموعات فرعية رئيسية: I2-M438*، I2a-L460، I2b-L415 وI2c-L596. يمكن العثور على المجموعة الفردانية في جميع أنحاء أوروبا وتصل إلى أقصى تردد لها في جبال الألب الدينارية (البلقان) من خلال التأثير المؤسس، والمرتبط بهجرات السلاف الأوائل إلى شبه جزيرة البلقان.

## الأصل
كانت المجموعة الفردانية I2a هي السُّلالة الفردانيَّة الأكثر شيوعًا بين جامعي الصيادين من العصر الحجري الوسيط في أوروبا الغربية (WHG) الذين ينتمون إلى مجموعة فيلابرونا. وقد وجدت دراسة أجريت عام 2015، بأن المجموعة الفردانية I2a كانت موجودة في بقايا عمرها 13،5 ألف عام من الثقافة الأزيلية (من غروت دو بيشون، سويسرا الحديثة). تم العثور على الفئات الفرعية من I2a1 (I-P37.2)، وهي I-M423 وI-M26 في بقايا الصيادين-الجامعين في أوروبا الغربية والتي يرجع تاريخها إلى ما بين 8 إلى 10 آلاف سنة قبل الحاضر على التوالي.

## التوزيع
تم العثور على عدد من الفُروع التي تنتمي إلى السُّلالة I2:

### I-P37.2
الفرع I-P37.2+، المعروف أيضًا باسم I2a1a (ISOGG 2019) (حدث انحراف الفئة الفرعية لـ I-P37.2 بمقدار 10.7±4.8 كيلوا. عمر تباين YSTR للفئة الفرعية P37.2 هو 8.0 ± 4.0 kya. وهي النسخة السائدة من السُّلالة I2 في أوروبا الشرقية. يتكون I2a أيضًا من المجموعات الفرعية I-M26 وI-M423 وI-L1286 وI-L880.

#### I-L158
يتواجد الفرع ويُدعى I-L158 (L158، L159.1/S169.1، M26) بين ما يقرب من 40% من جميع الذكور في سردينيا. ويوجد أيضًا بتكرار منخفض إلى متوسط بين سكان جبال البرانس (9.5% في بورتزيرياك، نبرة؛ 9.7% في تشازيتانيا، أراغون؛ 8% في فال داران، كاتالونيا؛ 2.9% في ألت أورجيل، كاتالونيا؛ و 8.1% في بايكسا سيردانيا، كاتالونيا) وإيبيريا. وقد وجد بنسبة 1.6% من عينة الألبان الذين يعيشون في جمهورية مقدونيا الشمالية، وبنسبة 1.2% (3/257) من عينة من التشيك. تم حساب عمر تباين YSTR للفئة الفرعية M26 عند 8.0 ± 4.0 kya.

#### I-L178
يُعتبر الفرع I-L178 نادر جدًا، ولكن تم العثور عليه في شخصين من ألمانيا وواحد من بولندا. عمر تباين YSTR للفئة الفرعية M423 هو 8.8 ± 3.6 كيلوا.

##### I2a-L621

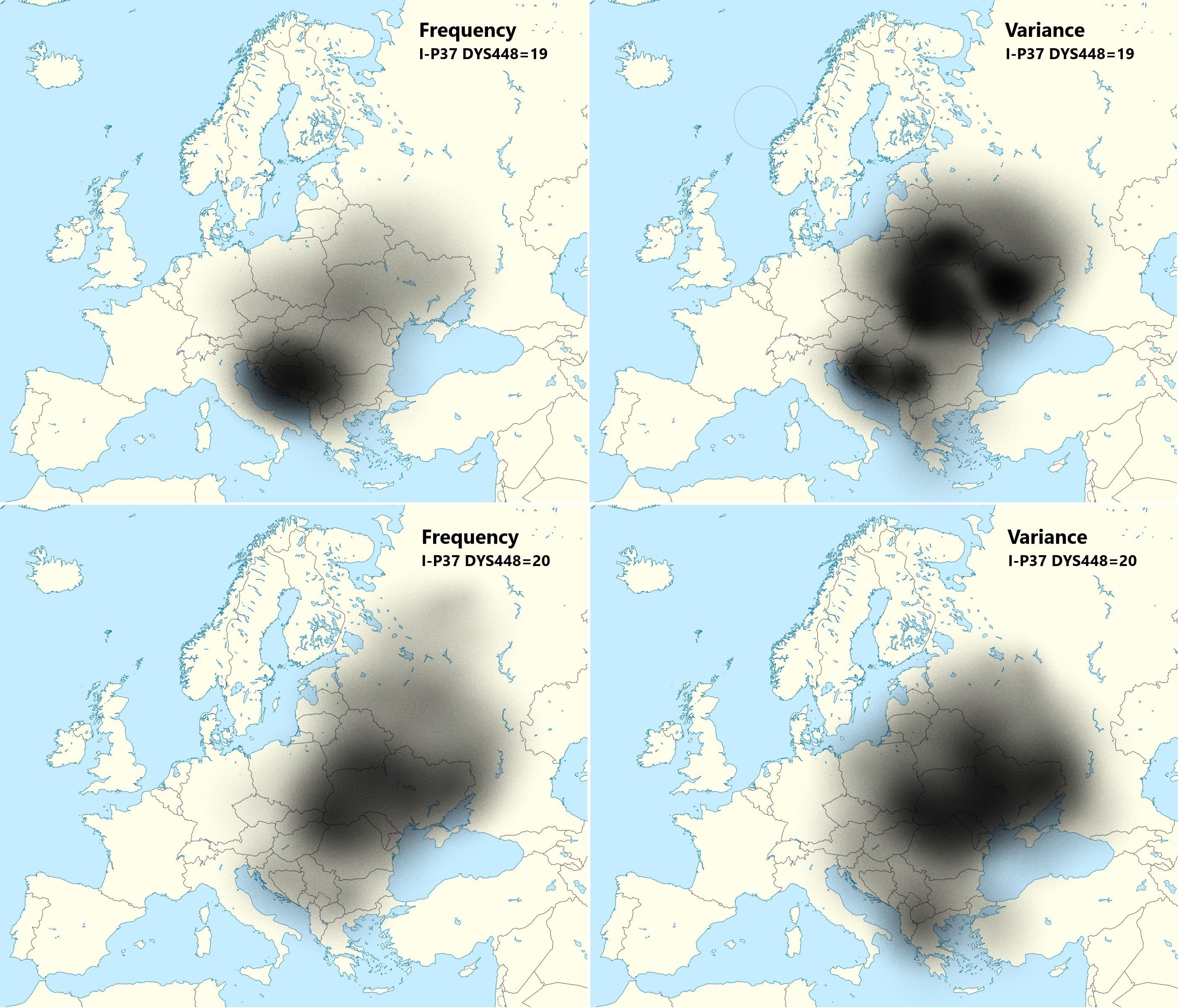
التوزيع التقريبي للتكرار والتباين لمجموعات هابلوغروب I-P37، للسلف "دنيبر-كارباثيان" (DYS448=20) ومشتقة "البلقان" (DYS448=19: ممثلة بـ SNP I-PH908 واحد)، في أوروبا الشرقية لكل OM Utevska (2017).

يُعتبر الفرع I2a1a2b-L621 نموذجي للسكان السلافيين، حيث تكون أعلى مستوياته في مناطق جنوب شرق أوروبا، وتحديدًا في البوسنة والهرسك وجنوب كرواتيا (> 45%)، وفي الكروات (37.7-69.8%)، والبوشناق (43.53) -52.17%) والصرب (36.6-42%)، ولهذا السبب يُطلق عليهم غالبًا "الدينارية". كما يوجد أعلى التباين والتركيز العالي في أوروبا الشرقية (أوكرانيا، جنوب شرق بولندا، بيلاروسيا).
يُعتقد أن I-L621 كان من الممكن أن يكون موجودًا في ثقافة كوكوتيني-تريبيليا، ولكن حتى الآن تم العثور بشكل أساسي على فرعين من السُّلالة الفردانيَّة G2a وغير I2-L621، وكان هناك فرع حيوي آخر I2a1a1-CTS595 في ثقافة بادن في حوض الكاربات في العصر النحاسي. وعلى الرغم من أن السُّلالة I2 هي المهيمنة بين الشعوب السلافية الحديثة في أراضي مقاطعات البلقان السابقة التابعة للإمبراطورية الرومانية، إلا أنها لم يتم العثور عليها حتى الآن بين العينات من الفترة الرومانية وتكاد تكون غائبة عن سكان إيطاليا المعاصرين. وفقا لعدد من الباحثين، مثل بامجاف وآخرون. (2019) والباحث فوثي وآخرون. (2020)، يشير توزيع فئات الأسلاف الفرعية مثل I-CTS10228 بين الهجرات المعاصرة إلى توسع سريع من جنوب شرق بولندا، ويرتبط بشكل أساسي بالسلاف وهجرتهم في العصور الوسطى، و"حدث أكبر انفجار ديموغرافي في البلقان". وفقًا لدراسة وراثية أجريت عام 2023، فإن I2a-L621 غائب في العصور القديمة ويظهر فقط منذ أوائل العصور الوسطى "يرتبط دائمًا بأصول ذات صلة بأوروبا الشرقية في الجينوم الجسدي، مما يدعم أن هذه الأنساب تم تقديمها في البلقان من قبل المهاجرين من أوروبا الشرقية". خلال فترة العصور الوسطى المبكرة."

### I-M223
المجموعة الفرعيَّة I-M223 والمعروفة أيضًا باسم I2a1b1 (ISOGG 2019)، والمعروفة سابقًا باسم I2a2a (ISOGG 2014). وقد تم تقدير عمر تباين YSTR للفئة الفرعية I-M223 بشكل مختلف بـ 13.2 ± 2.7 كيلوا، 12.3 ± 3.1 كيلوا، 14.6 كيا، و 14.6 ± 3.8 كيا (Rootsi 2004). تُعتبر السُّلالة الفرعيَّة I-M223 لها قمة في ألمانيا وأخرى في شمال شرق السويد، ولكنه يظهر أيضًا في رومانيا / مولدوفا وروسيا واليونان وإيطاليا وحول البحر الأسود. ومع ذلك، فإنه قد تم العثور على المجموعة الفردانية I-M223 في أكثر من 4% من السكان فقط في ألمانيا وهولندا وبلجيكا والدنمارك واسكتلندا وإنجلترا (باستثناء كورنوال) - وكذلك الأطراف الجنوبية للسويد والنرويج في شمال غرب أوروبا، ومقاطعات نورماندي، وماين، وأنجو، وبيرش في شمال غرب فرنسا، مقاطعة بروفانس في جنوب شرق فرنسا، مناطق توسكانا، وأومبريا، ولاتيوم في إيطاليا، ومولدافيا والمنطقة المحيطة بمنطقة ريازان الروسية وموردوفيا في أوروبا الشرقية. من الجدير بالملاحظة التاريخية، أن كلا المجموعتين الفردانيتين I-M253 وI-M223 تظهران بتكرار منخفض في المناطق التاريخية في بيثينيا وغلاطية في تركيا. توجد المجموعة الفردانية I-M223 أيضًا بين حوالي 1% من سكان سردينيا.

#### I-M284
تم العثور على المجموعة الفردانية I2a1b1a1a (ISOGG 2019) أو I-M284، وبشكلٍ حصري بين سكان المملكة المتحدة وأيرلندا مما يشير إلى أنها ربما نشأت بين البريطانيين القدماء، مع سلف مشترك أحدث (MRCA) عاش قبل حوالي 3100 عام. إن وجود هذه الفئة الفرعية "يوفر بعض الأدلة المبدئية على التدفق القديم إلى المناطق الشرقية والذي يمكن أن يدعم فكرة أن ثقافة لا تيني [المتأخرة السلتية] كانت مصحوبة ببعض الهجرة."

## أشخاص بارزون

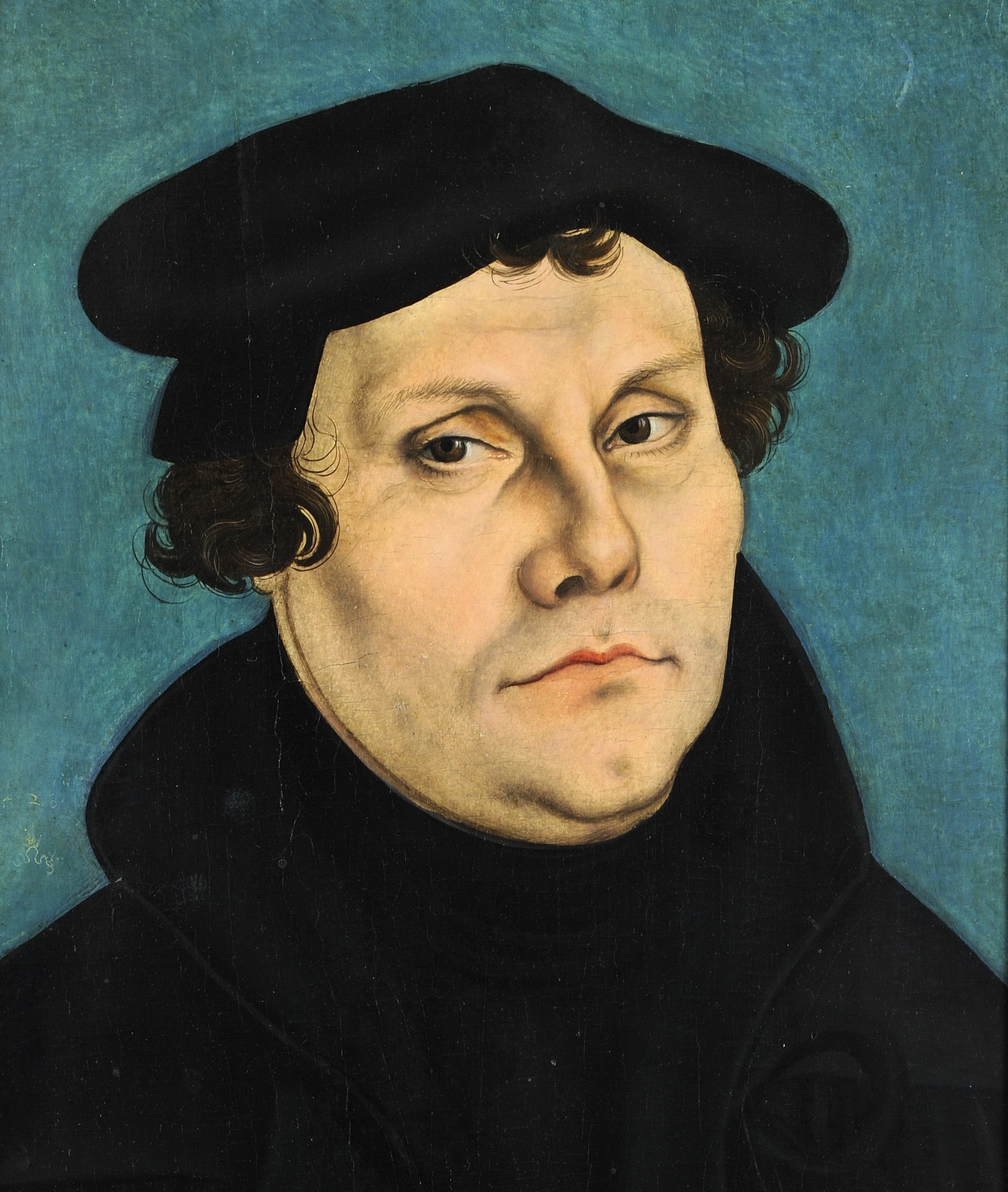
مارتن لوثر، من أبرز رموز الإصلاح البروتستانتي ضد الكنيسة الكاثوليكية والسُّلطة البابويَّة في القرن السادس عشر، ينتمي للسُّلالة I2

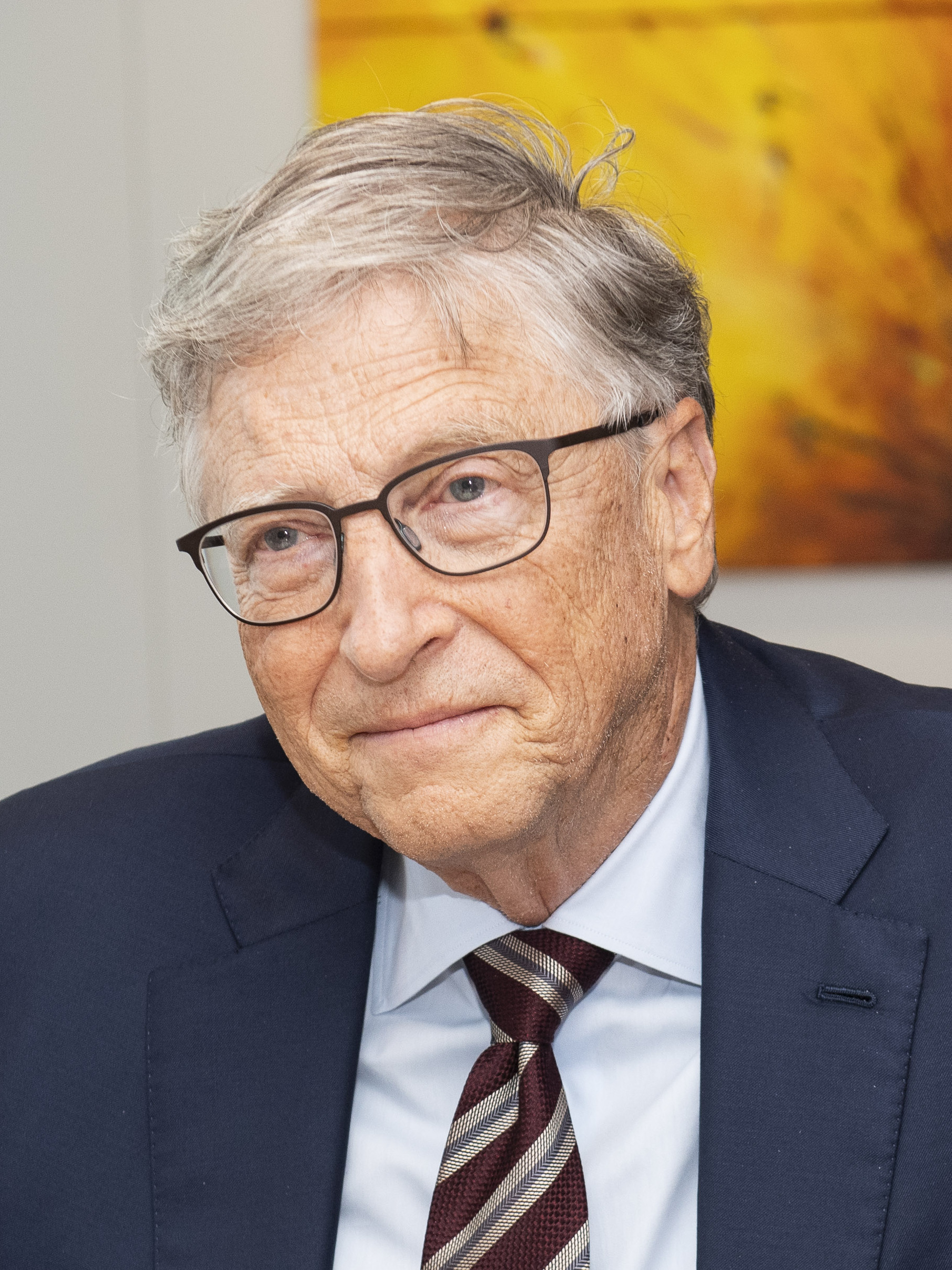
بيل غيتس، مُؤسس شركة مايكروسوفت الشهيرة، ينتمي للسُّلالة I2

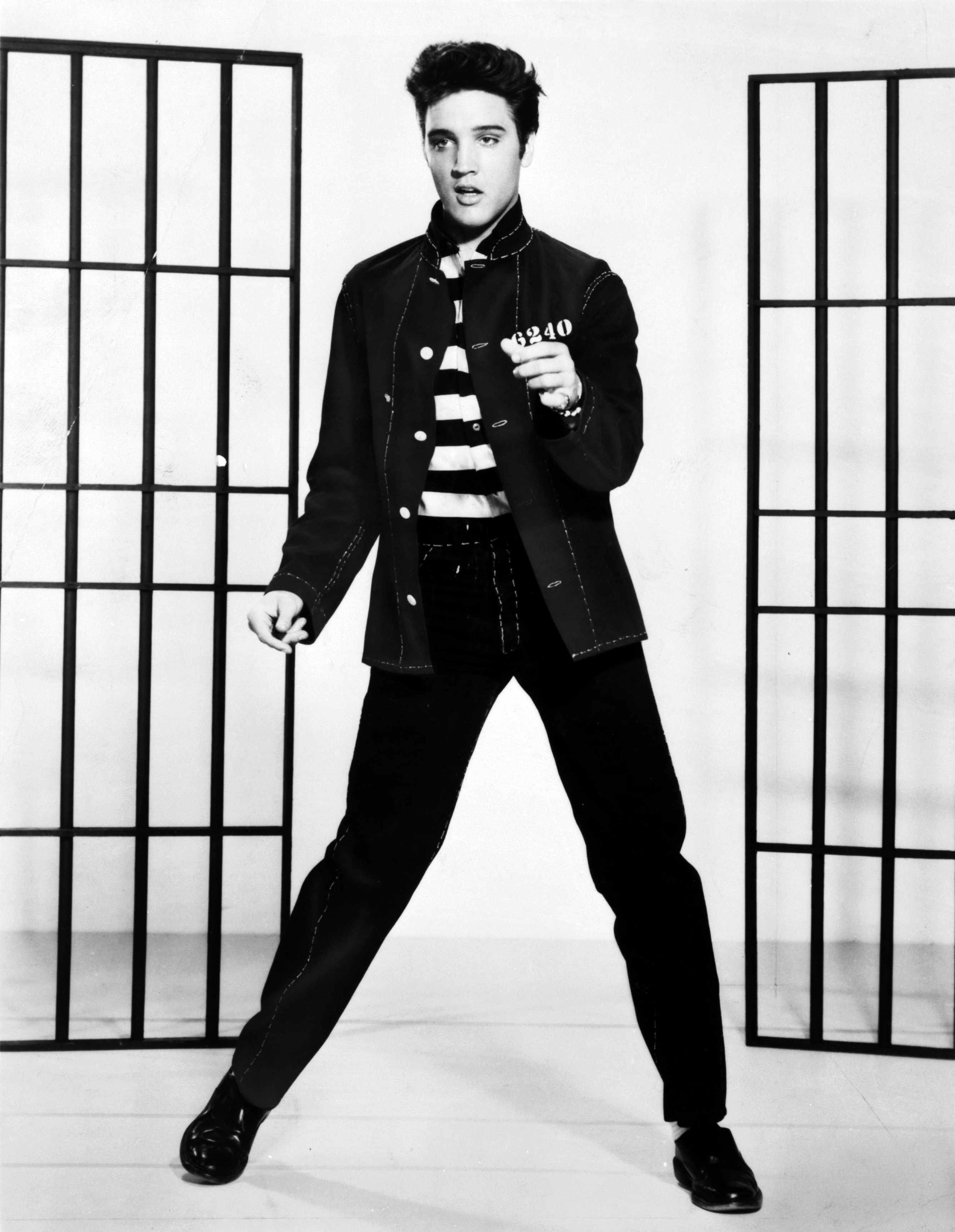
إلفيس بريسلي، أيقونة موسيقى الروك في القرن العشرين، ينتمي إلى سُلالة نادرة من المجموعة الفردانيَّة I2

من خلال الاختبار المباشر أو اختبار أحفادهم وأدلة الأنساب، تبين أن الأشخاص البارزين التاليين ينتمون إلى السُّلالة R1a:

### الفرع I2a1b-L621
- مارتن لوثر، راهب ألماني وأستاذ لاهوت، ومُؤسس البروتستانتية.
- ميكلوش هورتي، الوصي على عرش مملكة المجر.
- نوفاك دجوكوفيتش، لاعب كرة مضرب صربي.

### الفرع I2a2a-L1193
- هنري لوس، ناشر أمريكي، ومُؤسس مجلة تايم.
- بيل غيتس، رائد أعمال أمريكي، ومُؤسس شركة مايكروسوفت.
- فينس فون، مُمثل ومُنتج أمريكي.

### الفرع I2a2a-L1229
- إندا كيني، سياسي إيرلندي.

### الفرع I2a2a-L801
- جون تايلر، عاشر رُؤساء الولايات المتحدة.
- أندرو جونسون، الرئيس السابع عشر للولايات المُتحدة.
- نابليون الثالث، إمبراطور فرنسي، حيث أنه لم يكن ابن الأخ البيولوجي للإمبراطور نابليون بونابرت أو المعرُوف باسم نابليون الأول، وذلك بسبب انتماء الأخير إلى السُّلالة E-M34، كون نابليون الثالث جاء بطريقة غير شرعيَّة، وقد تم الافتراض أنه ابن الكونت تشارز دي فلاهاوت.[29]
- جورج أرمسترونغ كاستر، ضابط في جيش الولايات المُتحدة.
- دافي كروكت، لاعب كرة قاعدة أمريكي.
- رالف والدو إمرسون، فيلسوف وكاتب أمريكي.
- تشاك نوريس، مُمثل ومُنتج أمريكي.
- ستيفن كينغ، مُؤلف أمريكي لأدب الرعب المُعاصر والخيال الخارق للطبيعة.

### فرع I2a2a-P78
- فيلهلم الأوَّل، إمبراطور ألمانيي.
- فريدرش الثالث، إمبراطور ألماني.
- فيلهلم الثاني، آخر الأباطرة الألمان.

### فرع I2a2b-L38
- تيد دانسون، مُمثل ومُنتج أمريكي.

### فرع I2c1
- إلفيس بريسلي، مُغني روك أمريكي، وهو ينتمي إلى الفرع النادر I2c1a2a1a1a (F2044).

### فرع I2c2
- بافل تسيتيانوف، جنرال بارز في الجيش الإمبراطوري الروسي.

## روابط خارجية
- YFull YTree من I2
- FTDNA Y-DNA الشجرة الفردانيَّة للسُّلالة I
- ISOGG 2019-2020 Y-DNA Haplogroup I وفئاتها الفرعية